# シュルナク県
シュルナク県（シュルナクけん、トルコ語: Şırnak ili、クルド語: Parêzgeha Şirnexê）は、トルコ東南、南東アナトリア地方の県。西部にマルディン、北部にスィイルト、ヴァン、東部にハッキャリ各県と接している。南部はイラク、シリアと接している。
人口はおおよそ40万人。2000年には35万人近くであったためこの6年でおおよそ5万人の人口が増えている。イラクからのクルド人難民の増加も原因と考えられる。地域の多数派はクルド人である。
シュルナクは西南方向に山岳地帯を持ち、多くが高原地帯である。また多くの川が通っている代表的なものはチグリス川の源流、ヘズィル(Hezil)、クズルス(Kızılsu)両川の支流、チャーラヤン川(Çağlayan)などである。高い山としてはジュディ山(Cudi)、ガバール山(Gabar)、ナマズ山(Namaz)、アルトゥン山(Altın)などである。ジュディ山はノアの箱舟が最後にたどり着いた乾燥した土地がそこだという。この町のクルド名Şirnexはノアの町、を意味する。
16世紀のクルド人詩人であり、スーフィストのマライェ・ジャジリがこの県で生まれている。

## 下位自治体
- シュルナク（Şırnak）
- ベイテュッシェバプ（Beytüşşebap）
- ジズレ（Cizre）
- ギュチュリュコナク（Güçlükonak）
- イディル（İdil）
- スィロピ（Silopi）
- ウルデレ（Uludere）